# Werschazi
Werschazi (ukrainisch Вершаці; russisch Вершацы Werschazy) ist ein Dorf im Südosten der ukrainischen Oblast Tscherkassy mit etwa 850 Einwohnern (2001).

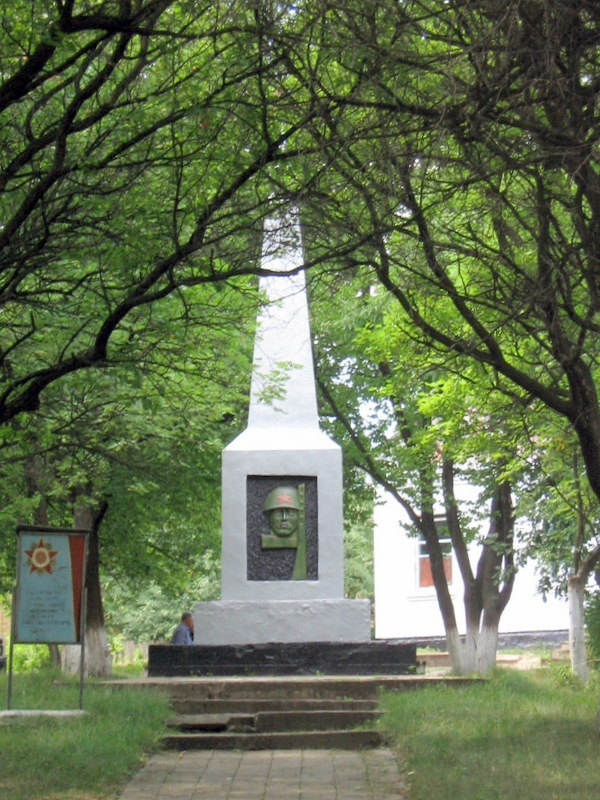
Obelisk zu Ehren der während des Großen Vaterländischen Krieges Gefallenen von 1966

Bis zur Mitte des 17. Jahrhunderts trug das Dorf den Namen Nesteriwka (Нестерівка) und mit der Gründung von Neuserbien in den 1760er Jahren erhielt es, den vom serbischen Toponym Vršac stammenden, heutigen Namen.
Die Ortschaft liegt auf einer Höhe von 135 m am Ufer des Irklij (Ірклій), einem 26 km langen, rechten Nebenfluss des Tjasmyn, 10 km südwestlich vom ehemaligen Rajonzentrum Tschyhyryn und 70 km südöstlich vom Oblastzentrum Tscherkassy. 4,5 nordwestlich vom Dorf verläuft die Territorialstraße T–12–17.
Zwischen Werschazi und dem südöstlich an der Grenze zur Oblast Kirowohrad liegenden Dorf Tarasso-Hryhoriwka befindet sich der Zyrulnykiw-Wald (Цирульників Ліс), durch den, während des Chmelnyzkyj-Aufstandes, die Kosaken Bohdan Chmelnyzkyjs am 10. Maijul. / 20. Mai 1648greg. zur Schlacht bei Korsun zogen.
Am 12. Juni 2020 wurde das Dorf ein Teil Stadtgemeinde Tschyhyryn, bis dahin bildete es zusammen mit dem Dorf Tarasso-Hryhoriwka (Тарасо-Григорівка) sowie der Ansiedlung die gleichnamige Kudaschewe (Кудашеве) Landratsgemeinde Werschazi (Вершацька сільська рада/Werschazka silska rada) im Süden des Rajons Tschyhyryn.
Am 17. Juli 2020 kam es im Zuge einer großen Rajonsreform zum Anschluss des Rajonsgebietes an den Rajon Tscherkassy.